# Martin Živný
Martin Živný (* 20. březen 1981, Brno, Československo) je český fotbalový obránce, momentálně působí v SK Jundrov.

## Fotbalová kariéra
S fotbalovou kariérou začal v šesti letech v Brně. Prvoligovou premiéru si odbyl v roce 2001, poté se stal stabilním členem brněnské obrany, a to až do roku 2005, kdy byl posílán na hostování do Kunovic a Vítkovic. Na rok 2007 se vrátil zpět do Brna a opět nastupuje v obranných řadách. V roce 2009 mu vypršela s Brnem smlouva tak se upsal SK Austria Kärnten. V nejvyšší soutěži odehrál 124 utkání, vstřelil 5 branek.
Živný od 15 let reprezentoval Česko v mládežnických reprezentacích. Za reprezentaci do 21 let nastoupil k devíti zápasům, branku nevstřelil.
Zúčastnil se Mistrovství světa ve fotbale hráčů do 20 let 2001 v Argentině, kde ČR prohrála ve čtvrtfinále 0:1 s Paraguayí.